# Meijenkrebsskansen

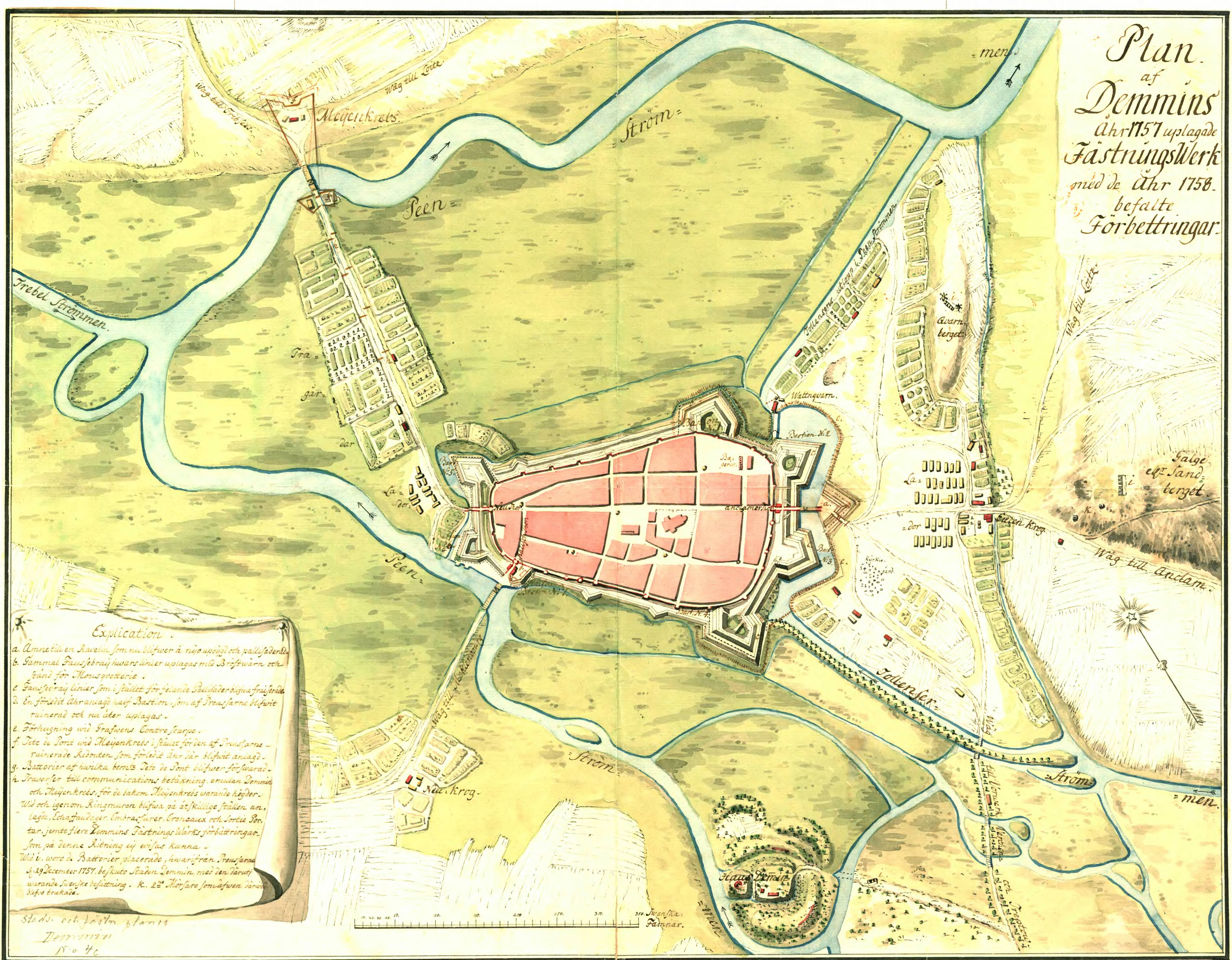
Karta över staden Demmin med omgivningar 1758 med Meijenkrebsskansen utritad i övre vänstra hörnet

Meijenkrebsskansen var en skans i Pommern vid en viktig vägknut nordväst om staden Demmin. Demmin var en viktig stödjepunkt för försvaret av Svenska Pommern och Meijenkrebsskansen ingick i stadens försvarssystem där den kontrollerade en viktig bro. Under Stora nordiska kriget intogs staden 1715 av Brandenburgska trupper och avträddes även av Sverige vid krigsslutet 1720.
Vid utbrottet av pommerska kriget besattes skansen i september 1757 av svenskar men uppgavs den 31 december samma år till de framryckande preussarna. Efter att de preussiska trupperna drivits ut ur Pommern av förenade svenska och ryska trupper kom Meijenkrebsskansen att under krigets fortgång bemannas av svenska trupper. Den 13 december 1761 lyckades även de svenska trupperna försvara skansen mot anfallande preussiska trupper. Vid krigsslutet 1762 kvarstod både skansen och staden under Preussisk kontroll.  
I Svensk-franska kriget 1805-1810 intogs återigen Meijenkrebsskansen och iståndsattes i april 1807 av svenskarna under överste Tawast för att användas i försvaret av svenska Pommern mot framryckande franska styrkor. Den 12 juli revs dock bron och följande dag utrymdes skansen.